# Svenska mästerskapen i kortbanesimning 1979
Svenska mästerskapen i kortbanesimning 1979 avgjordes i Västerås 1979, med start den 30 mars. Det var den 27:e upplagan av kortbane-SM.

## Medaljsummering

### Herrar
| Gren            | Guld                      | Guld                      |
| 100 m frisim    | Per Holmertz 50,52        | Motala SS                 |
| 200 m frisim    | Per Holmertz 1.50,81      | Motala SS                 |
| 400 m frisim    | Thomas Lejdström 3.57,85  | Västerås SS               |
| 1500 m frisim   | Magnus Petersson 15.36,36 | Jönköpings SS             |
| 100 m fjärilsim | Pär Arvidsson 55,71       | Finspångs SK              |
| 200 m fjärilsim | Pär Arvidsson 2.00,54     | Finspångs SK              |
| 100 m ryggsim   | Bengt Baron 57,4          | Finspångs SK              |
| 200 m ryggsim   | Jan Thorell 2.04,03       | Stockholmspolisens IF     |
| 100 m bröstsim  | Anders Norling 1.05,09    | Stockholmspolisens IF     |
| 200 m bröstsim  | Anders Norling 2.19,12    | Stockholmspolisens IF     |
| 200 m medley    | Pär Arvidsson 2.07,37     | Finspångs SK              |
| 400 m medley    | Thomas Lejdström 4.31,67  | Västerås SS               |
| 4x100 m frisim  | Borlänge SS 3.26,55       | Borlänge SS 3.26,55       |
| 4x200 m frisim  | Kristianstads SLS 7.32,00 | Kristianstads SLS 7.32,00 |
| 4x100 m medley  | Finspångs SK 3.52,80      | Finspångs SK 3.52,80      |

### Damer
| Gren            | Guld                          | Guld                          |
| 100 m frisim    | Birgitta Jönsson 57,49        | Avesta SS                     |
| 200 m frisim    | Birgitta Jönsson 2.03,89      | Avesta SS                     |
| 400 m frisim    | Susanne Ackum 4.20,31         | Borlänge SS                   |
| 1500 m frisim   | Susanne Ackum 16.57,59        | Borlänge SS                   |
| 100 m fjärilsim | Agneta Mårtensson 1.03,86     | Karslunds IF                  |
| 200 m fjärilsim | Agneta Mårtensson 2.17,29     | Karslunds IF                  |
| 100 m ryggsim   | Ann Hultstrand 1.05,40        | Malmö S                       |
| 200 m ryggsim   | Tina Gustafsson 2.18,71       | Norrköpings KK                |
| 100 m bröstsim  | Eva-Marie Håkansson 1.10,84   | Kristianstads SLS             |
| 200 m bröstsim  | Ann-Sofie Roos 2.33,76        | Kristianstads SLS             |
| 200 m medley    | Ann-Sofie Roos 2.18,99        | Kristianstads SLS             |
| 400 m medley    | Ann-Sofie Roos 4.54,48        | Kristianstads SLS             |
| 4x100 m frisim  | Kristianstads SLS 3.53,89     | Kristianstads SLS 3.53,89     |
| 4x200 m frisim  | Kristianstads SLS 8.32,58     | Kristianstads SLS 8.32,58     |
| 4x100 m medley  | Stockholmspolisens IF 4.23,43 | Stockholmspolisens IF 4.23,43 |